# میخائلا کالوگراکو
میخائلا کالوگراکو (انگلیسی: Michaela Kalogerakou؛ زادهٔ ۱۰ ژوئیهٔ ۱۹۹۸) بازیکن واترپلو اهل یونان است.